# 北本正雄
北本 正雄（きたもと まさお、1920年〈大正9年〉10月13日 - 2023年〈令和5年〉3月12日）は、日本の政治家。位階は従四位。元東京都北区長。

## 経歴
東京府東京市王子区（現在の東京都北区）出身。
1950年（昭和25年）中央大学法学部を卒業する。
東京府北区に奉職し、同区立図書館長、教育委員会社会教育課長、財政課長、総務課長、総務部長、助役を歴任した。
1983年（昭和58年）北区長に就任、2003年（平成15年）まで5期20年務める。
2023年（令和5年）3月12日に死去。102歳没。日本政府は没日付にて従四位に追叙した。

## 著作
- 述『北区を想う』東京都北区立中央図書館、2013年。